# Sillago ciliata
Sillago ciliata is een straalvinnige vissensoort uit de familie van witte baarzen (Sillaginidae). De wetenschappelijke naam van de soort is voor het eerst geldig gepubliceerd in 1829 door Georges Cuvier.